# Eleutherodon sp.
Eleutherodon sp. is een uitgestorven Chinees lid van de orde Haramiyida. De soort is bekend van slechts één onderkies, wat de reden was voor de ontdekkers om hem geen officiële wetenschappelijke naam te geven. Het exemplaar is gevonden in de Toutunhe-formatie, vlak bij Ürümqi in Sinkiang. Het is de eerste niet-endemische gewervelde die daar gevonden werd. E. sp. is het enige bekende Aziatische lid van de Haramiyida.